# Мур, Тарвариус
Тарвариус Бреннан Мур (англ. Tarvarius Brennan Moore, 16 августа 1996, Куитмен, Миссисипи) — профессиональный американский футболист, выступающий на позиции сэйфти в клубе НФЛ «Сан-Франциско Фоти Найнерс».

## Биография
Тарвариус Мур родился 16 августа 1996 года в Куитмене в штате Миссисипи. Он был одним из двух детей в семье, его младшая сеста Тейвианна умерла летом 2017 года в возрасте шестнадцати лет. В детстве мать запрещала ему играть в футбол, опасаясь возможных травм, но позже дед Тарвариуса убедил её изменить своё решение. Во время учёбы в старшей школе Куитмена Мур был одним из лидеров её команды, трижды выходивший в финал турнира конференции Саут Стейт. Несмотря на это, единственной футбольной программой I дивизиона NCAA, предложившей ему спортивную стипендию, был университет имени Алкорна.

### Любительская карьера
Окончив школу, Мур поступил в общественный колледж округа Перл-Ривер. В первом сезоне в составе его команды он провёл семь игр, сделал одиннадцать захватов и перехват. После его завершения Тарвариусом заинтересовались представители футбольных команд университетов Хьюстона, Канзаса и Луисвилла, однако он остался в колледже ещё на год. По итогам второго сезона его включили в символическую сборную звёзд общественных колледжей штата Миссисипи. В играх турнира Мур отличился перехватом и двумя форсированными фамблами, сделал 72 захвата и занёс 97-ярдовый тачдаун на возврате начального удара.
В январе 2016 года Мур поступил в Южно-Миссисипский университет. Осенью того же года он дебютировал за его футбольную команду, сыграл в тринадцати матчах, сделав два перехвата и семнадцать захватов. Рекордные для себя четыре захвата Тарвариус сделал в победном Нью-Орлеан Боуле против «Луизианы—Лафейетт». В 2017 году он стал одним из лидеров команды, сделал три перехвата и 73 захвата в играх регулярного чемпионата. Сайт Pro Football Focus включил Мура в состав символической сборной звёзд студенческого футбола по итогам сезона.

#### Статистика выступлений в NCAA
| Сезон | Команда                 | Игры | Захваты | Захваты | Захваты | Захваты | Захваты | Перехваты | Перехваты | Перехваты | Перехваты | Перехваты | Фамблы | Фамблы | Фамблы | Фамблы |
| Сезон | Команда                 | Игры | Solo    | Ast     | Tot     | Loss    | Sk      | Int       | Yds       | Y/R       | TD        | PD        | FR     | Yds    | TD     | FF     |
| ----- | ----------------------- | ---- | ------- | ------- | ------- | ------- | ------- | --------- | --------- | --------- | --------- | --------- | ------ | ------ | ------ | ------ |
| 2016  | Сазерн Мисс Голден Иглз | 13   | 11      | 6       | 17      | 0,0     | 0,0     | 2         | 0         | 0,0       | 0         | 2         | 0      | 0      | 0      | 0      |
| 2017  | Сазерн Мисс Голден Иглз | 13   | 59      | 28      | 87      | 3,0     | 0,0     | 3         | 54        | 18,0      | 0         | 10        | 1      | 0      | 0      | 1      |
| Всего | Всего                   | 31   | 58      | 19      | 77      | 2,0     | 0,0     | 7         | 42        | 6,0       | 0         | 15        | 1      | 0      | 0      | 1      |

### Профессиональная карьера
Перед драфтом НФЛ 2018 года обозреватель сайта Bleacher Report Мэтт Миллер сильными сторонами Мура называл его высокую скорость, прыгучесть, атлетизм и длину рук, возможность действовать как фри сэйфти, так и в прикрытии по игроку. К минусам он относил недостаток мышечной массы, малый опыт игры в стартовом составе и не лучшую подвижность, из-за чего игрок сильно терял скорость при резких манёврах. Миллер отмечал, что в поле зрения скаутов команд НФЛ Мур попал после успешного выступления на показательных тренировках в университете. Он прогнозировал игроку выбор в третьем раунде драфта и возможность быстро завоевать место в стартовом составе. 
Мур был выбран клубом «Сан-Франциско Фоти Найнерс» в третьем раунде под общим 95 номером. В мае он подписал с клубом четырёхлетний контракт. На профессиональном уровне тренеры видели его в роли корнербека и большую часть своего первого сезона Тарвариус адаптировался к новой позиции, выходя на поле в составе специальных команд. Место в стартовом составе он получил на пятнадцатой игровой неделе, когда травму получил Акелло Уизерспун. В играх регулярного чемпионата он отличился двумя сбитыми передачами и одним форсированным фамблом. В августе 2019 года, перед началом нового сезона, координатор защиты «Найнерс» Роберт Сале объявил о том, что Мур займёт место стартового фри сэйфти команды. Главной причиной такого решения стал перелом ключицы, полученный ветераном Джимми Уордом. Мур начал три матча в стартовом составе, после чего стал игроком ротации, заменяя фри сэйфти и одного из корнербеков. Кроме того, он выходил на поле третьим сэйфти в некоторых защитных построениях. Вместе с командой Тарвариус дошёл до Супербоула, в котором сделал перехват, вошедший в число лучших моментов сезона. 

#### Статистика выступлений в НФЛ

##### Регулярный чемпионат
| Сезон | Команда                    | Игры | Захваты | Захваты | Захваты | Захваты | Захваты | Перехваты | Перехваты | Перехваты | Перехваты | Перехваты | Фамблы | Фамблы | Фамблы | Фамблы |
| Сезон | Команда                    | Игры | Solo    | Ast     | Tot     | Loss    | Sk      | Int       | Yds       | Y/R       | TD        | PD        | FR     | Yds    | TD     | FF     |
| ----- | -------------------------- | ---- | ------- | ------- | ------- | ------- | ------- | --------- | --------- | --------- | --------- | --------- | ------ | ------ | ------ | ------ |
| 2018  | Сан-Франциско Фоти Найнерс | 16   | 20      | 3       | 23      | 0       | 0,0     | 0         | 0         | 0,0       | 0         | 2         | 0      | 0      | 0      | 1      |
| 2019  | Сан-Франциско Фоти Найнерс | 16   | 16      | 9       | 25      | 0       | 0,0     | 0         | 0         | 0,0       | 0         | 3         | 0      | 0      | 0      | 1      |
| 2020  | Сан-Франциско Фоти Найнерс | 9    | 11      | 2       | 13      | 0       | 0,0     | 0         | 0         | 0,0       | 0         | 1         | 1      | 3      | 0      | 0      |
| Всего | Всего                      | 41   | 47      | 14      | 61      | 0       | 0,0     | 0         | 0         | 0,0       | 0         | 6         | 1      | 3      | 0      | 1      |

* На 7 ноября 2020 года

##### Плей-офф
| Сезон | Команда                    | Игры | Захваты | Захваты | Захваты | Захваты | Захваты | Перехваты | Перехваты | Перехваты | Перехваты | Перехваты | Фамблы | Фамблы | Фамблы | Фамблы |
| Сезон | Команда                    | Игры | Solo    | Ast     | Tot     | Loss    | Sk      | Int       | Yds       | Y/R       | TD        | PD        | FR     | Yds    | TD     | FF     |
| ----- | -------------------------- | ---- | ------- | ------- | ------- | ------- | ------- | --------- | --------- | --------- | --------- | --------- | ------ | ------ | ------ | ------ |
| 2019  | Сан-Франциско Фоти Найнерс | 3    | 0       | 0       | 0       | 0       | 0,0     | 1         | 7         | 7,0       | 0         | 2         | 0      | 0      | 0      | 0      |
| Всего | Всего                      | 3    | 0       | 0       | 0       | 0       | 0,0     | 1         | 7         | 7,0       | 0         | 2         | 0      | 0      | 0      | 0      |